# South Normanton
South Normanton est une paroisse civile et un village du Derbyshire, en Angleterre.